# Фрідольфінг
Фрідольфінг (нім. Fridolfing) — громада в Німеччині, розташована в землі Баварія. Підпорядковується адміністративному округу Верхня Баварія. Входить до складу району Траунштайн.
Площа — 44,23 км2. Населення становить 4376 ос. (станом на 31 грудня 2020).